# Щенніков Михайло Анатолійович
Михайло Анатолійович Щенніков (рос. Михаи́л Анато́льевич Ще́нников; нар. 24 грудня 1967, Єкатеринбург, Російська РФСР) — російський легкоатлет, що спеціалізується на спортивній ходьбі, срібний призер Олімпійських ігор 1996 року, чемпіон Європи, призер чемпіонатів світу та Європи.

## Життєпис
Михайло Щенніков народився 24 грудня 1967 року в місті Єкатеринбург.
На початку спортивної кар'єрі спортсмен досягнув успіху в змаганнях у закритих приміщеннях. Виступаючи за збірну СРСР він тричі поспіль виграв чемпіонат світу, а також двічі переміг на чемпіонаті Європи на дистанції 5 км. Окрім цього у 1991 році став срібним призером чемпіонату світу на дистанції 20 км. Будучи одним із лідерів збірної він поїхав у складі Об'єднаної команди на Олімпійські ігри 1992 року. Там посів лише 12-те місце у ходьбі на 20 км.
Протягом виступів у складі збірної Росії, Щенніков зумів стати чемпіоном Європи на дистанції 20 км, а також чемпіоном світу та Європи в приміщенні на дистанції 5 км. Найбільшим успіхом спортсмена стала срібна медаль Олімпійські ігри 1996 року. Він її здобув на не основній для себе дистанції 50 км, тоді як на дистанції 20 км став сьомим.
Син Михайла, Георгій, також професійний спортсмен, займається футболом, гравець московського ЦСКА та національної збірної Росії. Також має дочку Ганну.

## Кар'єра
| Рік                           | Змагання                      | Місто                            | Місце            | Дисципліна       | Примітки         |
| Представник СРСР              | Представник СРСР              | Представник СРСР                 | Представник СРСР | Представник СРСР | Представник СРСР |
| ----------------------------- | ----------------------------- | -------------------------------- | ---------------- | ---------------- | ---------------- |
| 1986                          | Чемпіонат світу серед юніорів | Афіни, Греція                    | 1                | ходьба на 10 км  | 40:38.01         |
| 1987                          | Чемпіонат світу в приміщенні  | Індіанаполіс, США                | 1                | ходьба на 5 км   | 18:27.79 = CR    |
| 1988                          | Олімпійські ігри              | Сеул, Південна Корея             | 6                | ходьба на 20 км  | 1:20:47          |
| 1989                          | Чемпіонат світу в приміщенні  | Будапешт, Угорщина               | 1                | ходьба на 5 км   | 18:27.10 = CR    |
| 1989                          | Чемпіонат Європи в приміщенні | Гаага, Нідерланди                | 1                | ходьба на 5 км   | 18:35.60 = CR    |
| 1989                          | Кубок світу                   | Л'Успіталет-да-Любрагат, Іспанія | 2                | ходьба на 20 км  | 1:20:34          |
| 1990                          | Чемпіонат Європи в приміщенні | Глазго, Велика Британія          | 1                | ходьба на 5 км   | 19:00.62         |
| 1990                          | Чемпіонат Європи              | Спліт, Югославія                 | —                | ходьба на 20 км  | DNF              |
| 1990                          | Ігри Доброї волі              | Сіетл, США                       | 2                | ходьба на 20 км  | 1:23:22.34       |
| 1991                          | Чемпіонат світу в приміщенні  | Севілья, Іспанія                 | 1                | ходьба на 5 км   | 18:23.55 = CR    |
| 1991                          | Чемпіонат світу               | Токіо, Японія                    | 2                | ходьба на 20 км  | 1:19:46          |
| 1991                          | Кубок світу                   | Сан-Хосе, США                    | 1                | ходьба на 20 км  | 1:20:43          |
| Представник Об'єднана команда |                               |                                  |                  |                  |                  |
| 1992                          | Олімпійські ігри              | Барселона, Іспанія               | 12               | ходьба на 20 км  | 1:27:17          |
| Представник Росія             |                               |                                  |                  |                  |                  |
| 1993                          | Чемпіонат світу в приміщенні  | Торонто, Канада                  | 1                | ходьба на 5 км   | 18:32.10         |
| 1993                          | Кубок світу                   | Монтеррей, Мексика               | 5                | ходьба на 20 км  | 1:24:49          |
| 1993                          | Чемпіонат світу               | Штутгарт, Німеччина              | —                | ходьба на 20 км  | DSQ              |
| 1994                          | Чемпіонат Європи в приміщенні | Париж, Франція                   | 1                | ходьба на 5 км   | 18:34.32         |
| 1994                          | Чемпіонат Європи              | Гельсінкі, Фінляндія             | 1                | ходьба на 20 км  | 1:18:45          |
| 1995                          | Кубок світу                   | Пекін, Китай                     | 2                | ходьба на 20 км  | 1:19:58          |
| 1995                          | Чемпіонат світу               | Гетеборг, Швеція                 | 6                | ходьба на 20 км  | 1:22:16          |
| 1996                          | Олімпійські ігри              | Атланта, Австралія               | 7                | ходьба на 20 км  | 1:21:09          |
| 1996                          | Олімпійські ігри              | Атланта, Австралія               | 2                | ходьба на 50 км  | 3:43:46 = PB     |
| 1997                          | Чемпіонат світу               | Афіни, Греція                    | 2                | ходьба на 20 км  | 1:21:53          |
| 1998                          | Чемпіонат Європи              | Будапешт, Угорщина               | —                | ходьба на 20 км  | DNF              |